# Coppa diatreta

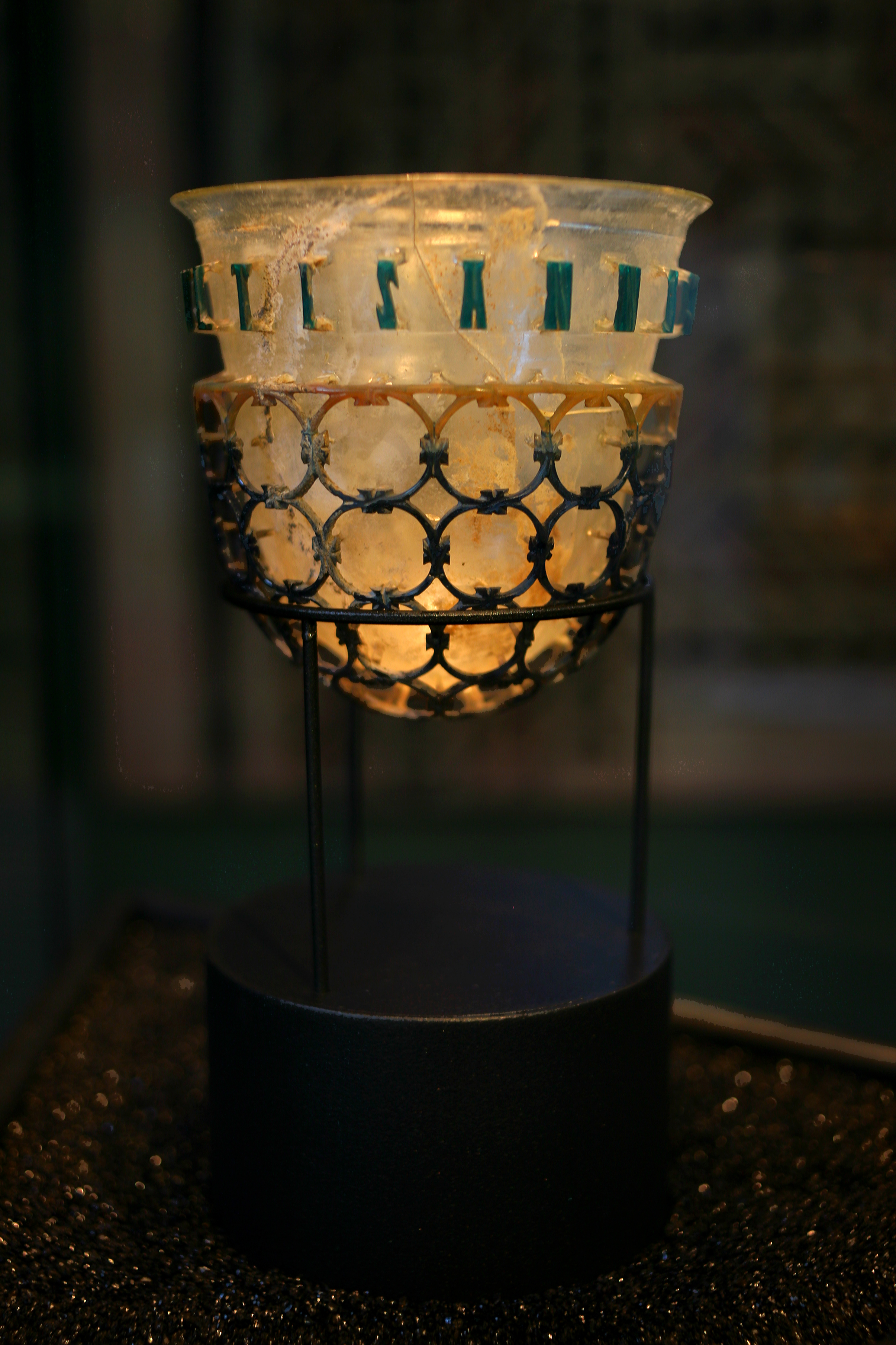
La diatreta Trivulzio, una coppa diatreta del IV secolo conservata al Museo archeologico di Milano

La coppa diatreta (in greco: διάτρητων; latino: vas diatretum, al plurale diatreta) è una tipologia di contenitore in vetro romano di lusso, diffusosi intorno al IV secolo circa, e considerato «l'apice delle potenzialità dei romani nella lavorazione del vetro». Le diatreta consistono di un contenitore interno e di una gabbia o un guscio decorativo esterno che si distacca dal corpo della coppa, al quale resta attaccato tramite corti supporti.
Tra frammenti e pochi esemplari quasi completi, appena cinquanta coppe diatrete si sono conservate. La maggior parte possiede una gabbia con decorazioni geometriche circolari, spesso con un'«iscrizione», composta da lettere poste nel reticolo; alcune presentano una flangia aperta sotto l'iscrizione e sopra il motivo decorativo inferiore. Ancora più rare sono le coppe con decorazioni figurative, tra le quali la Coppa di Licurgo, conservata al British Museum, è l'unico esemplare conservatosi integralmente.

## Tecnologia

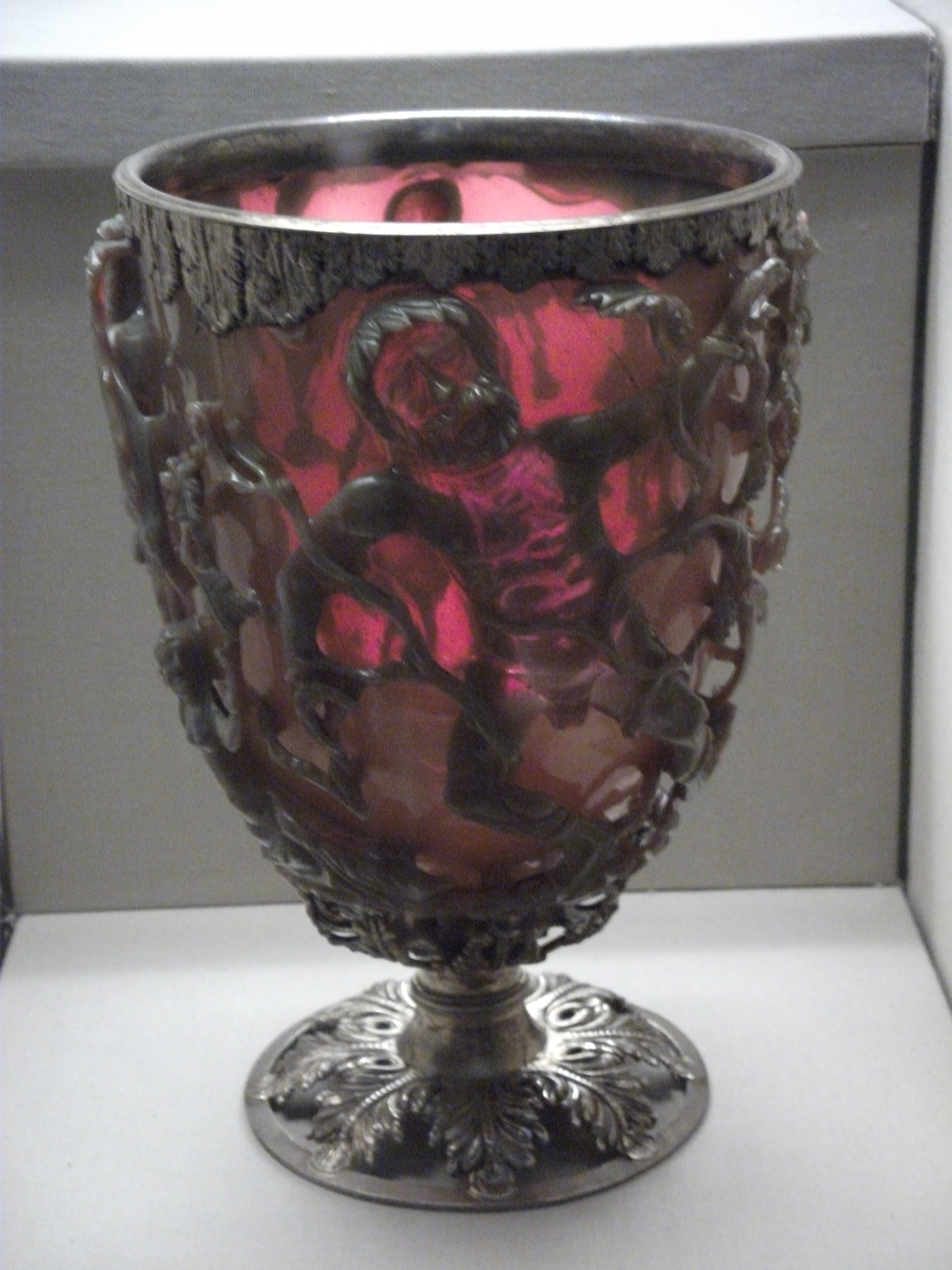
La Coppa di Licurgo in vetro dicroico, illuminata da dietro, con bordo e piede moderni.

Le diatreta sono menzionate nella letteratura romana, e le datazioni assegnate agli esemplari conservatisi vanno dalla metà del III alla metà del IV secolo, lo stesso periodo associato alla diffusione del vasellame romano in vetro a cameo. Sembra infatti che fossero costruiti con vetro simile, ed esistono indizi che suggeriscono che alcuni esemplari più tardi siano una combinazione di diatreta e di vetro a cameo. La suddivisione principale è tra le coppe con figure, accompagnate o meno da decorazioni a reticolo, e quelle senza figure. Alcuni esemplari hanno iscrizioni e flange con decorazioni ad ovolo, assenti in altri; la maggior parte ha una forma a bricco, mentre alcune coppe sono a scodella ampia.
Sin dalla prima pubblicazione sull'argomento (1680) è quasi unanimemente accettato che le coppe fossero realizzate tagliando e molando un vaso di vetro grezzo, pieno e spesso, con una laboriosa tecnica nota a Greci e Romani grazie alla loro esperienza nell'incisione della pietra e delle gemme semi-preziose. Una vecchia teoria, minoritaria ma riproposta recentemente, vuole invece che vaso e gabbia fossero realizzati e lavorati separatamente e poi congiunti a caldo. Alcuni esemplari, come una coppa ritrovata a Corinto negli anni 1960, non mostrano indizi di saldatura alla giunzione tra gabbia e coppa anche quando esaminati al microscopio.
Un piccolo frammento di argento reticolato con un motivo a traforo si è conservato in un ricco tesoro di argenti romani sminuzzati nel V secolo per il suo valore venale, sepolto in Scozia a Traprain Law ed ora esposto al Royal Museum of Scotland. Il frammento mostra un motivo basato su circonferenze, molto simile alle diatreta di vetro, e suggerisce che lo stesso stile possa essere stato usato per il vasellame in argento.

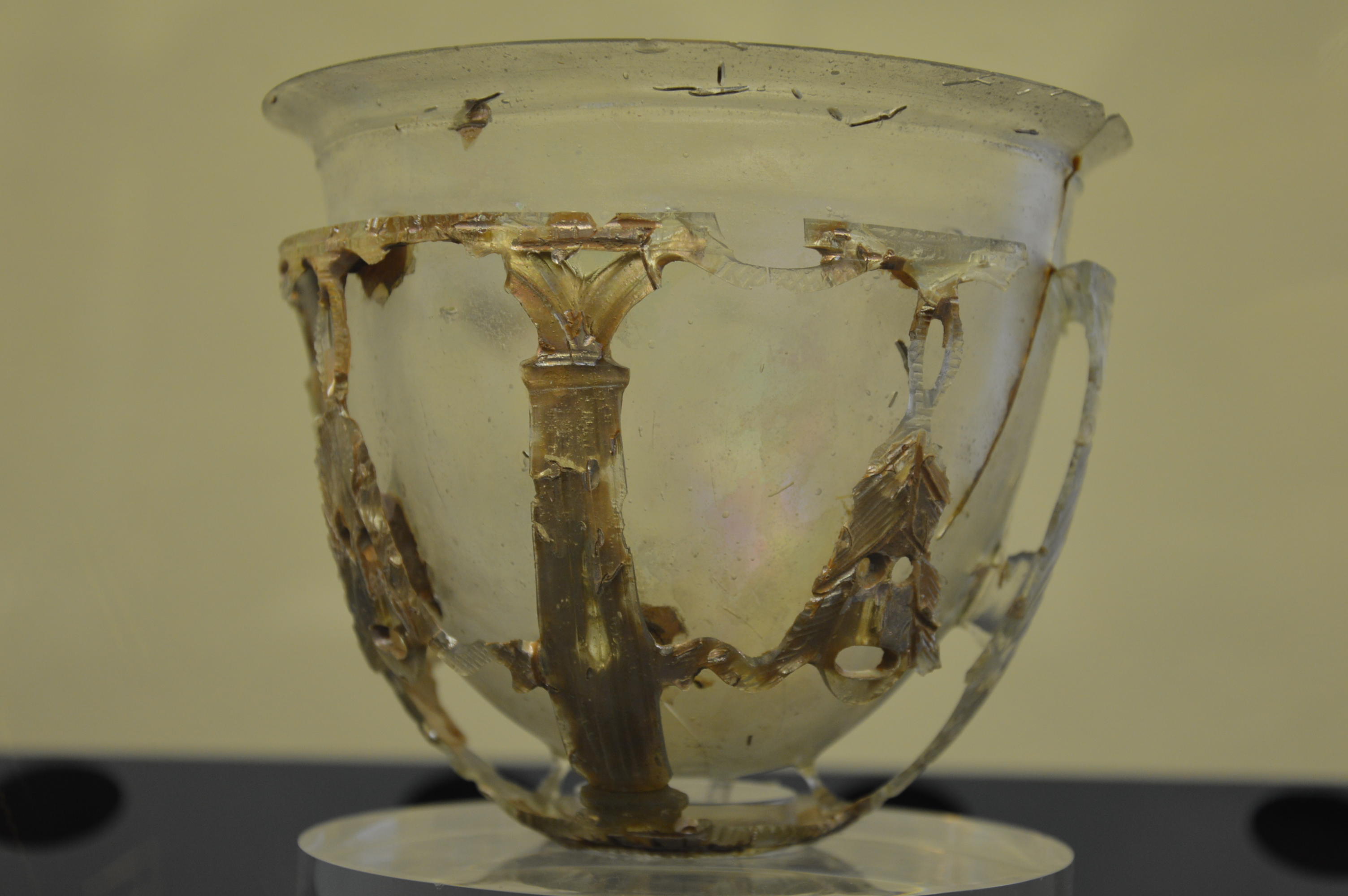
Coppa Cagnola, Museo archeologico di Varese

Alcuni esemplari presentano un'ulteriore complicazione nel processo di lavorazione dovuta all'uso di differenti colori per la gabbia, come nel caso delle coppe di Milano e Colonia, ma la maggior parte delle coppe sono monocolore, come nel caso della coppa di Monaco e di quella di Corning. Un esemplare, la Coppa di Licurgo, fu lavorata in modo da ottenere un vetro dicroico, il cui colore, cioè, cambia quando la luce vi passa attraverso.

## Diffusione e tecnica di realizzazione
Gli oggetti di questo tipo rinvenuti in Italia e altre regioni europee sono databili al periodo compreso tra il III ed il IV secolo.
Il termine “diatreta” deriva dal verbo greco διατραω = diatrao e si riferisce alla particolare tecnica di lavorazione dell'oggetto, che anticamente consisteva nella soffiatura di un vaso grezzo di spessore notevole, sul quale veniva dopo intagliata una raffinatissima lavorazione a reticolo, conferendo al manufatto il tipico aspetto di un vaso che sembra essere avvolto da un finissimo reticolo. Questa particolare tecnica veniva praticata forse in alcune manifatture della zona del Reno, ed ancora nasconde alcuni interrogativi per gli specialisti del vetro.
Un esempio pregevole è la Coppa trivulziana (l'iscrizione BIBE VIVAS MULTIS ANNIS, «Bevi, che tu viva molti anni») risalente al IV secolo e conservata al Museo archeologico di Milano.